# The Flood (Take That)
"The Flood" is een nummer van de Britse band Take That. Het nummer verscheen op hun album Progress uit 2010. Op 15 oktober van dat jaar werd het nummer uitgebracht als de eerste single van het album.

## Achtergrond
"The Flood" is geschreven door groepsleden Gary Barlow, Howard Donald, Jason Orange, Mark Owen en Robbie Williams en geproduceerd door Stuart Price. Het is het eerste nummer van de groep waarop Williams te horen is sinds zijn vertrek in 1995. Williams en Barlow zijn te horen als leadzangers. Ter promotie speelde de groep het nummer in diverse televisieprogramma's in heel Europa, waaronder in The Voice of Holland op 26 november 2010. Deze reeks optredens markeerden tevens de eerste keer in vijftien jaar dat de groep als vijftal optrad.
"The Flood" werd een grote hit in Europa en behaalde in Portugal zelfs de nummer 1-positie. In het Verenigd Koninkrijk wist het de tweede plaats te halen. Ook in Denemarken, Ierland, Italië, Noorwegen, Schotland, Taiwan, Zuid-Korea en Zwitserland werd het een top 10-hit. In Nederland behaalde de single de zestiende plaats in de Top 40 en de derde plaats in de Single Top 100, terwijl in Vlaanderen de Ultratop 50 niet gehaald werd en het op de derde plaats in de "Bubbling Under"-lijst bleef steken.
In de videoclip van "The Flood" zijn de groepsleden aan het scullen in een wedstrijd tegen een jonger team. Zij verliezen de wedstrijd, maar blijven na de finish doorgaan en roeien uiteindelijk via de Theems de Noordzee in, waar zij in een storm terechtkomen. De clip werd in juli 2010 opgenomen op Dorney Lake, waar in 2012 de roei-evenementen van de Olympische Zomerspelen plaatsvonden, en op de Theems.

## Hitnoteringen

### Nederlandse Top 40
| Hitnotering: 04-12-2010 t/m 12-02-2011 | Hitnotering: 04-12-2010 t/m 12-02-2011 | Hitnotering: 04-12-2010 t/m 12-02-2011 | Hitnotering: 04-12-2010 t/m 12-02-2011 | Hitnotering: 04-12-2010 t/m 12-02-2011 | Hitnotering: 04-12-2010 t/m 12-02-2011 | Hitnotering: 04-12-2010 t/m 12-02-2011 | Hitnotering: 04-12-2010 t/m 12-02-2011 | Hitnotering: 04-12-2010 t/m 12-02-2011 | Hitnotering: 04-12-2010 t/m 12-02-2011 | Hitnotering: 04-12-2010 t/m 12-02-2011 | Hitnotering: 04-12-2010 t/m 12-02-2011 | Hitnotering: 04-12-2010 t/m 12-02-2011 |
| Week                                   | 1                                      | 2                                      | 3                                      | 4                                      | 5                                      | 6                                      | 7                                      | 8                                      | 9                                      | 10                                     | 11                                     |                                        |
| -------------------------------------- | -------------------------------------- | -------------------------------------- | -------------------------------------- | -------------------------------------- | -------------------------------------- | -------------------------------------- | -------------------------------------- | -------------------------------------- | -------------------------------------- | -------------------------------------- | -------------------------------------- | -------------------------------------- |
| Positie                                | 35                                     | 22                                     | 22                                     | 19                                     | 19                                     | 16                                     | 16                                     | 16                                     | 22                                     | 26                                     | 35                                     | uit                                    |

### Single Top 100
| Hitnotering week 1: 23-10-2010 Hitnotering week 2 t/m 3: 06-11-2010 t/m 13-11-2010 Hitnotering week 4 t/m 16: 27-11-2010 t/m 19-02-2011 | Hitnotering week 1: 23-10-2010 Hitnotering week 2 t/m 3: 06-11-2010 t/m 13-11-2010 Hitnotering week 4 t/m 16: 27-11-2010 t/m 19-02-2011 | Hitnotering week 1: 23-10-2010 Hitnotering week 2 t/m 3: 06-11-2010 t/m 13-11-2010 Hitnotering week 4 t/m 16: 27-11-2010 t/m 19-02-2011 | Hitnotering week 1: 23-10-2010 Hitnotering week 2 t/m 3: 06-11-2010 t/m 13-11-2010 Hitnotering week 4 t/m 16: 27-11-2010 t/m 19-02-2011 | Hitnotering week 1: 23-10-2010 Hitnotering week 2 t/m 3: 06-11-2010 t/m 13-11-2010 Hitnotering week 4 t/m 16: 27-11-2010 t/m 19-02-2011 | Hitnotering week 1: 23-10-2010 Hitnotering week 2 t/m 3: 06-11-2010 t/m 13-11-2010 Hitnotering week 4 t/m 16: 27-11-2010 t/m 19-02-2011 | Hitnotering week 1: 23-10-2010 Hitnotering week 2 t/m 3: 06-11-2010 t/m 13-11-2010 Hitnotering week 4 t/m 16: 27-11-2010 t/m 19-02-2011 | Hitnotering week 1: 23-10-2010 Hitnotering week 2 t/m 3: 06-11-2010 t/m 13-11-2010 Hitnotering week 4 t/m 16: 27-11-2010 t/m 19-02-2011 | Hitnotering week 1: 23-10-2010 Hitnotering week 2 t/m 3: 06-11-2010 t/m 13-11-2010 Hitnotering week 4 t/m 16: 27-11-2010 t/m 19-02-2011 | Hitnotering week 1: 23-10-2010 Hitnotering week 2 t/m 3: 06-11-2010 t/m 13-11-2010 Hitnotering week 4 t/m 16: 27-11-2010 t/m 19-02-2011 | Hitnotering week 1: 23-10-2010 Hitnotering week 2 t/m 3: 06-11-2010 t/m 13-11-2010 Hitnotering week 4 t/m 16: 27-11-2010 t/m 19-02-2011 | Hitnotering week 1: 23-10-2010 Hitnotering week 2 t/m 3: 06-11-2010 t/m 13-11-2010 Hitnotering week 4 t/m 16: 27-11-2010 t/m 19-02-2011 | Hitnotering week 1: 23-10-2010 Hitnotering week 2 t/m 3: 06-11-2010 t/m 13-11-2010 Hitnotering week 4 t/m 16: 27-11-2010 t/m 19-02-2011 | Hitnotering week 1: 23-10-2010 Hitnotering week 2 t/m 3: 06-11-2010 t/m 13-11-2010 Hitnotering week 4 t/m 16: 27-11-2010 t/m 19-02-2011 | Hitnotering week 1: 23-10-2010 Hitnotering week 2 t/m 3: 06-11-2010 t/m 13-11-2010 Hitnotering week 4 t/m 16: 27-11-2010 t/m 19-02-2011 | Hitnotering week 1: 23-10-2010 Hitnotering week 2 t/m 3: 06-11-2010 t/m 13-11-2010 Hitnotering week 4 t/m 16: 27-11-2010 t/m 19-02-2011 | Hitnotering week 1: 23-10-2010 Hitnotering week 2 t/m 3: 06-11-2010 t/m 13-11-2010 Hitnotering week 4 t/m 16: 27-11-2010 t/m 19-02-2011 | Hitnotering week 1: 23-10-2010 Hitnotering week 2 t/m 3: 06-11-2010 t/m 13-11-2010 Hitnotering week 4 t/m 16: 27-11-2010 t/m 19-02-2011 | Hitnotering week 1: 23-10-2010 Hitnotering week 2 t/m 3: 06-11-2010 t/m 13-11-2010 Hitnotering week 4 t/m 16: 27-11-2010 t/m 19-02-2011 | Hitnotering week 1: 23-10-2010 Hitnotering week 2 t/m 3: 06-11-2010 t/m 13-11-2010 Hitnotering week 4 t/m 16: 27-11-2010 t/m 19-02-2011 |
| Week | 1 | | 2 | 3 | | 4 | 5 | 6 | 7 | 8 | 9 | 10 | 11 | 12 | 13 | 14 | 15 | 16 | |
| --- | --- | --- | --- | --- | --- | --- | --- | --- | --- | --- | --- | --- | --- | --- | --- | --- | --- | --- | --- |
| Positie | 90 | uit | 100 | 89 | uit | 35 | 3 | 13 | 25 | 29 | 24 | 26 | 31 | 51 | 37 | 65 | 68 | 81 | uit |

### NPO Radio 2 Top 2000
| Nummer met noteringen in de NPO Radio 2 Top 2000 | '11  | '12  | '13  | '14  |
| ------------------------------------------------ | ---- | ---- | ---- | ---- |
| The Flood                                        | 1329 | 1587 | 1824 | 1815 |

1. ↑  Een vetgedrukt getal geeft de hoogste notering aan.
2. ↑  2011 was het eerste jaar met een notering voor dit nummer.
3. ↑  Deze tabel is bijgewerkt tot en met de laatste editie (2024).